# Cochisea sonomensis
Cochisea sonomensis är en fjärilsart som beskrevs av Mcdunnough 1941. Cochisea sonomensis ingår i släktet Cochisea och familjen mätare. Inga underarter finns listade i Catalogue of Life.